# Dédé (roman)
Pour les articles homonymes, voir Dédé.
Dédé est un roman français d’Achille Essebac (1868–1936), paru en 1901 à Paris, chez l’éditeur Ambert.
Ce roman a connu de très nombreux tirages, ainsi qu’une version illustrée par Georges Bigot (1860 – 1927). De la Belle Époque jusqu’aux années 1930, il a constitué la grande référence littéraire des pédérastes. Aujourd’hui encore, on peut le considérer, d’un certain point de vue, comme un des plus beaux des romans de langue française consacrés aux amitiés particulières.

## Intrigue
Le narrateur, Marcel Thellier, un adulte d’une trentaine d’année, retrace l’émerveillement qu’il a éprouvé devant la beauté d’un camarade, André Dalio, surnommé affectueusement Dédé, depuis leur rencontre à l’âge de quatorze ans, dans l’établissement religieux où tous deux étaient pensionnaires, jusqu’à la mort de Dédé, à seize ans (l’âge où mourut saint Tarcisius). Ce récit constitue l’essentiel du roman (chap. 1 à 35).
Quinze ans plus tard, Marcel, hanté par le souvenir de Dédé, part se recueillir sur la tombe de celui-ci, à Vérone, et nous retrace sa déception de constater que rien, en quelque endroit de la ville, ne parle plus d’André Dalio (chap. 36). De passage à Venise, le hasard le fait croiser un adolescent blond et séduisant comme Dédé, un gondolier qui se prénomme aussi André. Mais Marcel renonce à vivre, avec ce nouvel André, ce qu’il aurait pu vivre avec Dédé, et le roman finit sur une évocation fantasmagorique de la résurrection d’une multitude d’adolescents morts avant d’avoir connu l’amour (chap. 37).

## Singularité du roman
Écrit dans une langue à la fois poétique et empreinte de gravité, Dédé est extrêmement fort, surtout si l’on songe à l’époque de sa parution et si on le compare aux Amitiés particulières de Roger Peyrefitte, prix Renaudot 1944. Dans le roman de Peyrefitte, en effet, le mot amour, pour décrire le lien entre les deux adolescents Georges et Alexandre, n’est prononcé qu’à la fin. Dans Dédé, le narrateur non seulement clame son amour à plusieurs reprises, sans ambiguïté, mais riposte aussi aux objections des contempteurs de cet amour. Ainsi page 100, après qu’il eut éprouvé la joie d’avoir baisé la bouche de son ami au cours d’un des plus émouvants épisodes du roman, il a cet aparté en songeant à ses camarades et aux prêtres de l’établissement, qu’il respecte pourtant :

« J’aurais crié à tout le collège, affolé de cette joie dont on m’eût accablé comme d’une ignominie : « Oui j’aime Dédé ! Oui, j’ai baisé sa bouche défaillante, parce que depuis des mois, sans le savoir, je la désirais ; parce que je sais maintenant que les joies de ma chair sont dans ses yeux, et toutes les joies de mes yeux dans sa chair… J’ai besoin de beauté. Lui me la donne : je la prends. Je l’aime. Mon âme se fond dans son âme. Mes mains ne veulent plus s’arracher de ses mains. Il est ce que je cherchais… Et j’irai recevoir la Blancheur pure du Christ éternel et compatissant que vous m’enseignez, devant qui s’effondre mon adoration, avec le jeûne de ma bouche rompu aux larmes de ses yeux ; (…) » »

## Publicité des éditions Ambert
« Journal étrange d’un adolescent énamouré, Dédé a semblé audacieux, d’une excessive témérité. Il a fait sensation dans les milieux lettrés.
S’arrachant aux ornières de l’amour banal, aux agenouillements devant la beauté féminine, l’auteur décrit les grâces suggestives des formes de l’Éphèbe.
Or, de l’admiration à l’amour, la route est brève… Cette amitié amoureuse, analysée jusqu’en ses plus subtiles palpitations, est vraiment enveloppante, empoignante, troublante… Avec quel attendrissement le lecteur ne s’intéressera-t-il pas aux premiers balbutiements de ce jeune cœur ! »

## Anecdote autour du roman
Ce roman d’Achille Essebac était si connoté sur le plan homoérotique que lorsqu’en 1905, un adolescent français étudiant en Allemagne a commis une tentative de suicide avec un exemplaire de Dédé dans les mains, le Comité Scientifique Humanitaire d’Hirschfeld a noté la tentative de suicide comme étant celle d’un homosexuel. Le jeune homme a fait l’objet d’un célèbre rapport psychiatrique (Annales médico-psychologiques, 1905), en y étant désigné par le seul prénom, inventé, d’Antonio. Il y confesse son amour inassouvi pour un beau garçon de onze ans prénommé Hector. Son identité, comme son destin ultérieur, n’ont été retrouvées que récemment par Jean-Claude Féray : il s’agit de Julio Maria Malbranche (Buenos Aires, 24 septembre 1886 – Buenos Aires, 8 juillet 1953).

## Couvertures
Trois couvertures sont connues. La première représente deux adolescents en costumes du XVe siècle. Le dessin est dû à l’un des frères Charlemont, artistes autrichiens. Cette couverture a été reprise pour l’édition illustrée.
La seconde s’orne une petite photographie d’un garçon italien due au baron Wilhelm von Gloeden.
La troisième, très datée, comporte le dessin d’un couple adolescent, de sexe ambigu, sur le point d’échanger un baiser.

## Éditions
- Dédé, Paris : Ambert et Cie, 1901. – 291 p. ; in-18.
- Dédé, Paris : Ambert et Cie, s.d. – 3e éd. – 291 p. : couv. ill. ; in-18.
- Dédé, Paris : Ambert et Cie, 1903. – 10e éd. – 287 p. ; in-18.
- Dédé, Paris : Quintes-Feuilles, 2009 -  (ISBN 9782953288520)
- (de) Dédé, trad. Georg Hebert. – Max Spohr, 1902.
- (de) Dédé, trad. Georg Hebert ; ill. Georges Bigot. – Hambourg : Männerschwarm Verl., 2008.
- (es) Dédé, trad. Augusto F. Prieto. Amistades Particulares. 2019 - 221 p.  (ISBN 978-84-121065-0-3)

## Études
- Jean-Claude Féray, Achille Essebac, romancier du désir, Paris, Quintes-Feuilles, 2008 -  (ISBN 978-2-9516023-9-7)